# Tapinocyba abetoneensis
Tapinocyba abetoneensis är en spindelart som beskrevs av Jörg Wunderlich 1980. Tapinocyba abetoneensis ingår i släktet Tapinocyba och familjen täckvävarspindlar.
Artens utbredningsområde är Italien. Inga underarter finns listade i Catalogue of Life.